# جيرالدو أنطونيو
جيرالدو أنطونيو هو لاعب كرة قدم أنغولي في مركز الهجوم، ولد في 20 أغسطس 1994 في Quimbele ‏ في أنغولا. لعب مع سبارتا روتردام ونادي آيندهوفن ونادي سانتا كلارا.

## وصلات خارجية
- جيرالدو أنطونيو على موقع قاعدة بيانات كرة القدم.إي يو (الإنجليزية)
- جيرالدو أنطونيو على موقع Soccerway.com (الإنجليزية)